# Vézeronce-Curtin
Vézeronce-Curtin és un municipi francès situat al departament de la Isèra i a la regió d'Alvèrnia-Roine-Alps. L'any 2007 tenia 1.651 habitants.

## Demografia

### Població
El 2007 la població de fet de Vézeronce-Curtin era de 1.651 persones. Hi havia 640 famílies de les quals 152 eren unipersonals (96 homes vivint sols i 56 dones vivint soles), 228 parelles sense fills, 220 parelles amb fills i 40 famílies monoparentals amb fills.
La població ha evolucionat segons el següent gràfic:
Habitants censats

### Habitatges
El 2007 hi havia 771 habitatges, 657 eren l'habitatge principal de la família, 68 eren segones residències i 46 estaven desocupats. 670 eren cases i 100 eren apartaments. Dels 657 habitatges principals, 480 estaven ocupats pels seus propietaris, 164 estaven llogats i ocupats pels llogaters i 13 estaven cedits a títol gratuït; 4 tenien una cambra, 22 en tenien dues, 93 en tenien tres, 200 en tenien quatre i 338 en tenien cinc o més. 512 habitatges disposaven pel capbaix d'una plaça de pàrquing. A 274 habitatges hi havia un automòbil i a 336 n'hi havia dos o més.

### Piràmide de població
La piràmide de població per edats i sexe el 2009 era:
| Homes | Edats   | Dones |
| ----- | ------- | ----- |
| 0     | 95 o +  | 0     |
| 0     | 90 a 94 | 0     |
| 0     | 85 a 89 | 4     |
| 8     | 80 a 84 | 12    |
| 24    | 75 a 79 | 36    |
| 44    | 70 a 74 | 32    |
| 32    | 65 a 69 | 44    |
| 36    | 60 a 64 | 12    |
| 56    | 55 a 59 | 48    |
| 40    | 50 a 54 | 44    |
| 52    | 45 a 49 | 60    |
| 56    | 40 a 44 | 56    |
| 28    | 35 a 39 | 48    |
| 64    | 30 a 34 | 64    |
| 56    | 25 a 29 | 44    |
| 40    | 20 a 24 | 36    |
| 44    | 15 a 19 | 44    |
| 44    | 10 a 14 | 32    |
| 76    | 5 a 9   | 64    |
| 28    | 0 a 4   | 44    |

## Economia
El 2007 la població en edat de treballar era de 1.058 persones, 781 eren actives i 277 eren inactives. De les 781 persones actives 716 estaven ocupades (381 homes i 335 dones) i 65 estaven aturades (19 homes i 46 dones). De les 277 persones inactives 118 estaven jubilades, 83 estaven estudiant i 76 estaven classificades com a «altres inactius».

### Ingressos
El 2009 a Vézeronce-Curtin hi havia 693 unitats fiscals que integraven 1.799 persones, la mediana anual d'ingressos fiscals per persona era de 17.614 €.

### Activitats econòmiques
Dels 81 establiments que hi havia el 2007, 4 eren d'empreses alimentàries, 1 d'una empresa de fabricació de material elèctric, 6 d'empreses de fabricació d'altres productes industrials, 19 d'empreses de construcció, 21 d'empreses de comerç i reparació d'automòbils, 3 d'empreses de transport, 5 d'empreses d'hostatgeria i restauració, 2 d'empreses d'informació i comunicació, 1 d'una empresa financera, 2 d'empreses immobiliàries, 2 d'empreses de serveis, 6 d'entitats de l'administració pública i 9 d'empreses classificades com a «altres activitats de serveis».
Dels 31 establiments de servei als particulars que hi havia el 2009, 1 era una oficina de correu, 4 tallers de reparació d'automòbils i de material agrícola, 2 paletes, 4 guixaires pintors, 1 fusteria, 2 lampisteries, 3 electricistes, 2 empreses de construcció, 5 perruqueries, 1 restaurant, 3 agències immobiliàries i 3 salons de bellesa.
Dels 9 establiments comercials que hi havia el 2009, 1 era un supermercat, 1 una gran superfície de material de bricolatge, 3 fleques, 1 una carnisseria, 1 una llibreria i 2 floristeries.
L'any 2000 a Vézeronce-Curtin hi havia 25 explotacions agrícoles que ocupaven un total de 728 hectàrees.

## Equipaments sanitaris i escolars
Els 2 equipaments sanitaris que hi havia el 2009 eren farmàcies.
El 2009 hi havia 1 escola maternal i 1 escola elemental.

## Poblacions més properes
El següent diagrama mostra les poblacions més properes.